# Google Expeditions
Google Expeditions fue una plataforma de realidad virtual (RV) desarrollada por Google y diseñada para instituciones educativas. La aplicación móvil permitía a los estudiantes realizar viajes virtuales a varios destinos con ayuda de los teléfonos inteligentes Android o iOS, y dispositivos de visualización tales como Google Cardboard o Daydream View. Entre los socios reconocidos se encuentran el Museo Estadounidense de Historia Natural, National Geographic, WWF y el Museo Nacional de Corea. La plataforma fue discontinuada el 30 de junio de 2021 y se fusionó con Google Arts & Culture.

## Funcionamiento y utilidades

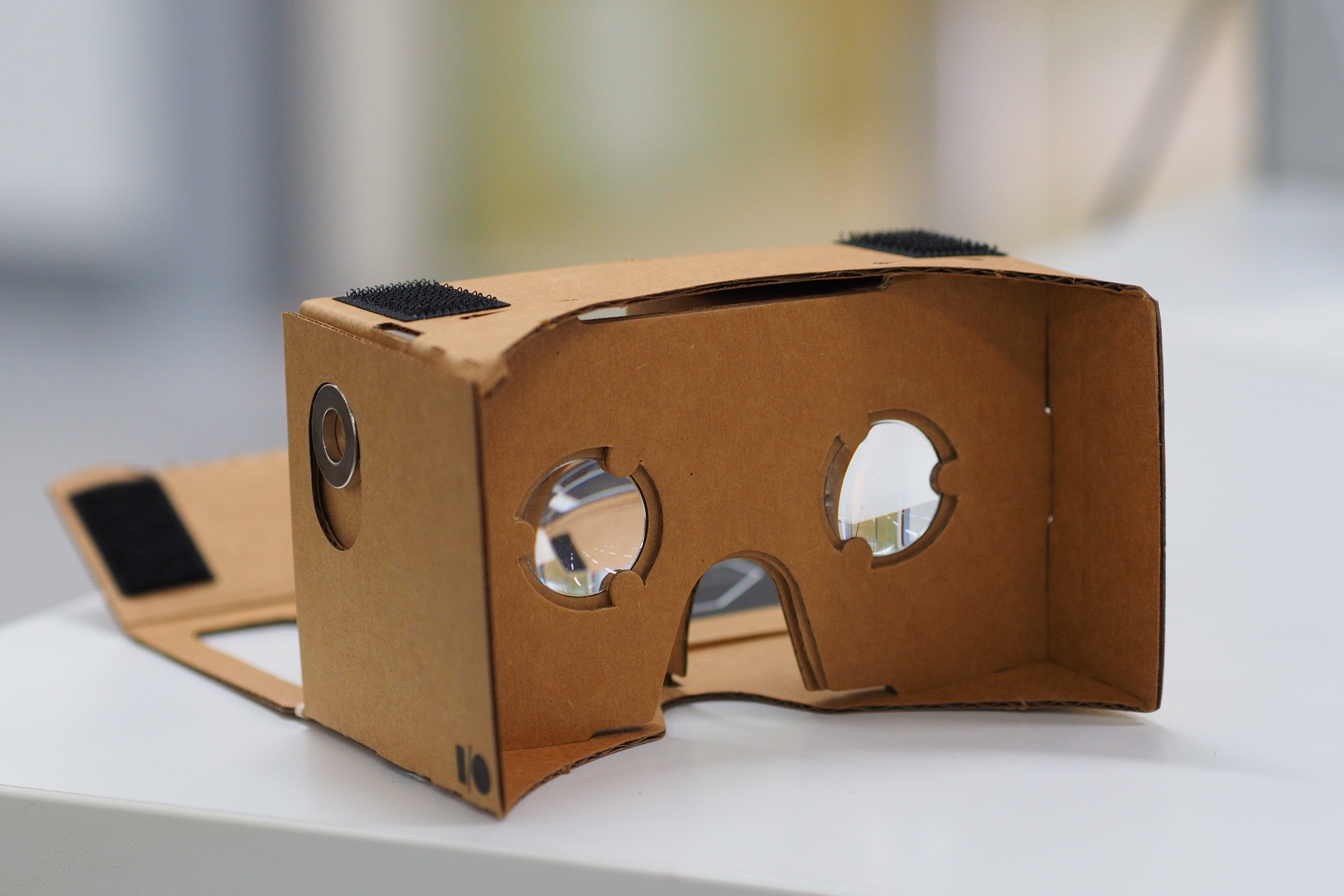
Google Cardboard.

La aplicación Google Expeditions ofrecía una variedad de excursiones virtuales, que incluían viajes a paisajes naturales; recorridos por instituciones culturales como museos; y exploraciones de lugares históricos, futuristas y distantes (como los dinosaurios o la luna). Los estudiantes podían mirar y moverse libremente. A su vez su contenido incluía grabaciones de Google Street View y «AirPanos» (capturas panorámicas tomadas desde el aire).
Cada kit de clase escolar contenía 30 Google Cardboard sincronizados con teléfonos inteligentes y una tableta para el maestro. Cabe mencionar que incluía más de 600 recorridos disponibles. Los maestros podían actuar como líderes de expedición y resaltar detalles específicos para la clase dentro de cada escena. Los iconos sonrientes informaban al líder de la expedición dónde estaban mirando los estudiantes. La aplicación también incluía recomendaciones para preguntas de debate y ejercicios de aprendizaje. Los estudiantes también podían completar expediciones solos, lo que significaba que los profesores podían asignar estos recorridos virtuales como tarea.